# Kyrillos III
Panagiotis Vassiliou (gr. Παναγιώτης Βασιλείου; Prastio, 1859 – Nicosia, 16 novembre 1933) è stato un arcivescovo ortodosso e politico cipriota.
Come arcivescovo fu a capo della Chiesa ortodossa di Cipro, con il nome di Kyrillos III. Fu soprannominato Kyrilloudin "piccolo Kyrillos" per differenziarsi da Kyrillos II.
Esso fu vescovo di Kyrenia prima di essere nominato arcivescovo della Chiesa Ortodossa cipriota.

## Biografia
Nato nel villaggio di Prastio nella Messaria, nella Cipro ottomana, nel 1859 divenne monaco all'età di 13 anni nel monastero di San Panteleimon nel villaggio di Myrtou, nel distretto di Kyrenia. Studiò filosofia e teologia all'Università di Atene. Nel 1895 fu eletto vescovo di Kyrenia e dopo la morte di Kyrillos II, fu eletto arcivescovo di Cipro l'11 novembre 1916. I suoi avversari in quelle elezioni erano il vescovo di Kition Meletios, il vescovo di Kykkos Kleopas e l'archimandrita Makarios Myriantheas, più tardi conosciuto come Makarios II che divenne arcivescovo di Cipro anni dopo.
Era più moderato del suo predecessore Kyrillos II e fu accusato di essere troppo accomodante verso i governanti coloniali britannici di Cipro. Fu anche eletto come uno dei 6 legislatori cristiani nel Parlamento cipriota.
L'arcivescovo Kyrillos morì il 16 novembre 1933 di pleurite.
Nel marzo 2010 la sua tomba fu vandalizzata.